# César López Fretes
César López Fretes (21 de março de 1923 - 13 de julho de 2001) foi um futebolista e treinador paraguaio que atuava como atacante.

## Carreira
César López Fretes fez parte do elenco da Seleção Paraguaia de Futebol, na Copa do Mundo de 1950 no Brasil.